# امامزاده ۱۸ تن
امامزاده ۱۸ تن مربوط به دوره قاجار است و در شهرستان قزوین، بخش رودبار الموت، دهستان معلم کلایه، روستا گازرخان واقع شده و این اثر در تاریخ ۲۳ اسفند ۱۳۸۵ با شمارهٔ ثبت ۱۹۰۳۵ به‌عنوان یکی از آثار ملی ایران به ثبت رسیده است.